# Kokšov-Bakša
Kokšov-Bakša – wieś (obec) na Słowacji położona w kraju koszyckim, w powiecie Koszyce-okolice. Pierwsze wzmianki o miejscowości pochodzą z roku 1262. 
Według danych z dnia 31 grudnia 2012, wieś zamieszkiwały 1142 osoby, w tym 580 kobiet i 562 mężczyzn.
W 2001 roku rozkład populacji względem narodowości i przynależności etnicznej wyglądał następująco:
- Słowacy – 99,43%
- Romowie – 0,09%
- Węgrzy – 0,28%

Ze względu na wyznawaną religię struktura mieszkańców kształtowała się w 2001 roku następująco:
- Katolicy rzymscy – 97,16%
- Grekokatolicy – 0,95%
- Ewangelicy – 0,57%
- Prawosławni – 0,09%
- Ateiści – 1,04%
- Nie podano – 0,19%